# Jan Kazimierz Sapieha

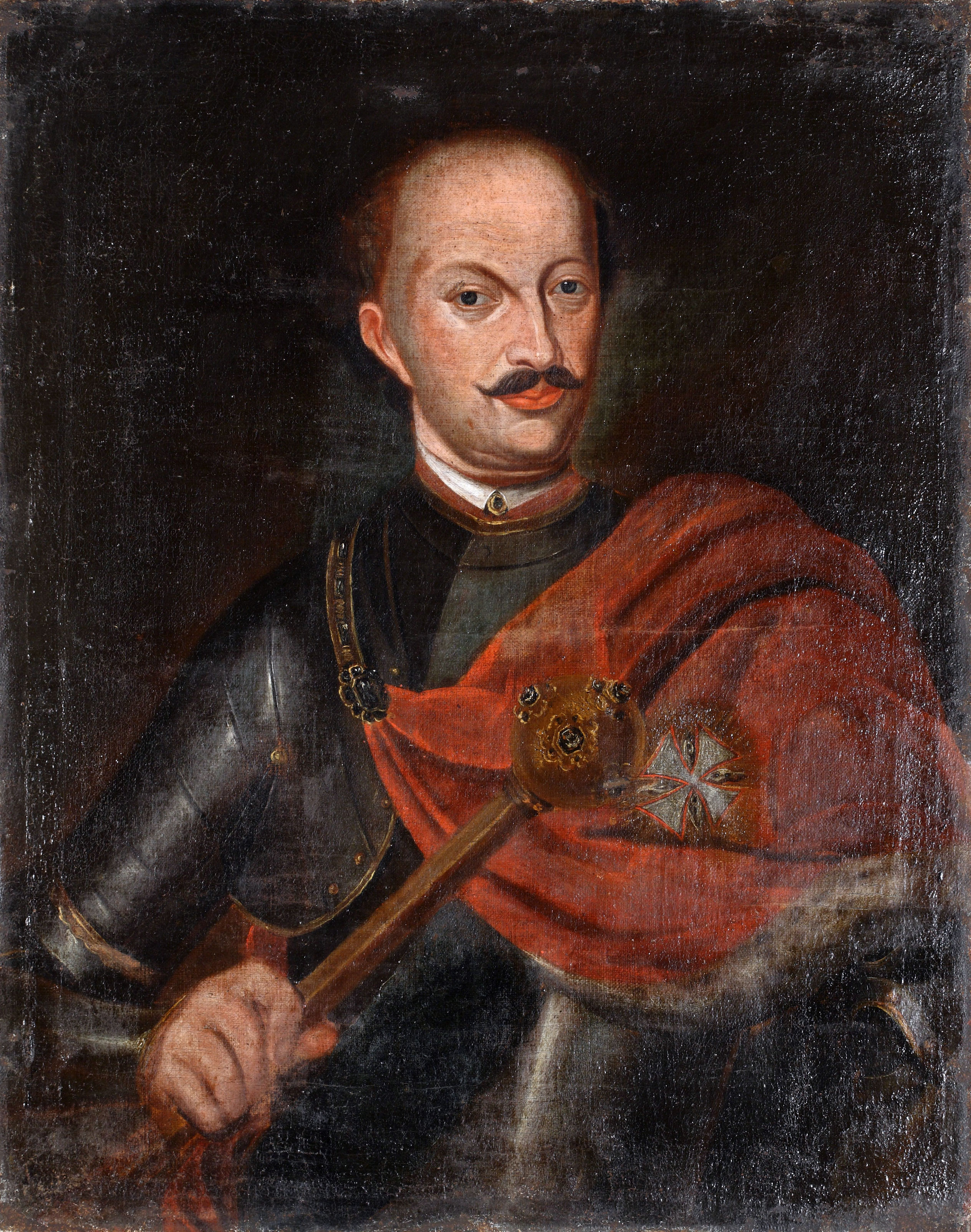
Jan Kazimierz Sapieha.

Jan Kazimierz Sapieha, född på 1670-talet, död 22 februari 1730 i Rawicz, var en polsk-litauisk adelsman. Han var brorson till Kazimierz Jan Sapieha och far till Piotr Paweł Sapieha.
Sapieha blev 1708, då starost av Bobruisk, litauisk storfältherre efter farbrodern, men miste faktiskt sin värdighet, sedan slaget vid Poltava (1709) gjort slut på Stanisław I Leszczyńskis välde, men fortsatte alltjämt att i tävlan med Michał Serwacy Wiśniowiecki hävda sina anspråk. Härunder kom han 1712 till Bender. Då han ej fann det tillmötesgående han väntat, inlät han sig i stämplingar med tatarkanen och August den starkes anhängare, arresterades av svenskarna efter kalabaliken (februari 1713), men lyckades snart med kanens hjälp komma undan till Polen. Sedermera gick han i rysk tjänst, blev 1726 fältmarskalk, anslöt sig efter Aleksandr Mensjikovs fall till Vasilij Dolgorukovs parti och blev 1727 generalguvernör i Sankt Petersburg.